# Mentzelia humilis
Mentzelia humilis là một loài thực vật có hoa trong họ Loasaceae. Loài này được (Urb. & Gilg) J. Darl. mô tả khoa học đầu tiên năm 1934.